# Koncentrační tábor Holýšov
Koncentrační tábor Holýšov byl pobočkou koncentračního tábora Flossenbürg a nacházel se 1 km od severního okraje obce Holýšov, ve statku patřícímu do roku 1939 sedlákovi české národnosti V. Pičmanovi, který byl ze svého majetku vyhnán. Tábor při místní muniční továrně pod správou KT Flossenbürg tu však existoval až od dubna 1944. Do září 1944 formálně spadal pod KT Ravensbrück. Celkově prošlo táborem 1091 žen, z toho 402 maďarských Židovek, 385 Francouzek, 173 Polek a 115 Rusek. Kromě toho bylo v táboře vězněno i 250 mužů. Tábor byl osvobozen 5. května 1945 polskou Svatokřížskou brigádou NOS. V táboře zahynulo 11 vězňů, kteří měli být pohřbeni (spolu s mrtvými z dalších holýšovských táborů) na zdejším hřbitově. Na něm by se mělo nalézat 19 bílých křížů se jmény obětí a k tomu ještě tři bezejmenné hroby sovětských zajatců. Dále se na hřbitově nachází i hrob neznámé Polky, vězeňkyně koncentračního tábora, který je označen pouze číslem 50 482, S III 36. Podle nápisu na vzpomínkovém památníku u autobusové zastávky Holýšov zde byli internováni i chorvatští zajatci.

## Současnost
V současnosti stojí v přední části bývalého koncentračního tábora rodinné domky, v zadní části se nachází oplocený areál soukromé firmy. U příjezdové cesty k celému objektu je vybudována pamětní deska v osmi jazycích, která kromě o výše zmíněných skupinách internovaných hovoří ještě o italských a holandských vězních (naopak nezmiňuje maďarské Židovky). Vedle tohoto památníku je umístěna i deska připomínající osvobození tábora, pamětní hliníková deska přivezená z Francie a od roku 2010 i žulový kámen z Flossenbürgu, připomínající těžkou práci vězňů.

## Pracovní tábor
V Holýšově byl také zřízen pracovní tábor pro muže (od prosince 1939 do 26. dubna 1945) a ženy (od dubna 1941 do 26. dubna 1945), případně zajatecký tábor pro Francouze (od července 1940 do 28. dubna 1945).
Na dvoře muniční továrny, kde vězni všech zmiňovaných táborů pracovali, se nachází pamětní deska věnovaná třem Italům (zřejmě vězňům z koncentračního tábora), zastřeleným 29. dubna 1945. Jmenovali se Parrazi Oeveri, Ember Luciono a Traveti.